# San Miguel de los Baños (Cuba)
San Miguel de los Baños es una localidad de la provincia de Matanzas, Cuba. 

## Características físico-geográficas
- San Miguel de los Baños está situado en un valle en forma de meseta baja a ochocientos pies sobre el nivel del mar, circundado por montañas de poca elevación, situado entre la “Loma de Jacán” y el “Rio Copey” con una vegetación exuberante.
- Los famosos manantiales brotan de una falla abierta entre las serpentinas, roca básica de esta zona, y la caliza; con apacible clima, fresco, notablemente seco y vientos refrigerados, que conforman un ambiente tónico encantador, de bienestar y placidez. Por todo esto y por encontrarse en el centro de la provincia, se convirtió en un lugar obligado de visita, tanto para cubanos como por extranjeros, “El Paraíso de Cuba”.
- La geomorfología se caracteriza por las alturas estructuro-tectónicas superan los 300 metros de altura, entre las que se destaca la Loma de Jacán con 317 m sobre el nivel medio del mar (snmm), como punto culminante y desde donde se muestran visuales panorámicas de gran valor estético y la Loma Ojo de Aguas con 305 m (snmm). Estas circundan un valle ondulado de similares características  en cuanto a su composición geológica. Sus morfoestructuras dan lugar a paisajes pintorescos y miradores, con ellos, desde la cima de las lomas se observa el medio natural integrado al pueblo, su variedad paisajística e incluso en días claros y de poca humedad, parte de la costa norte de la provincia de Matanzas.